# Arthur Hacker

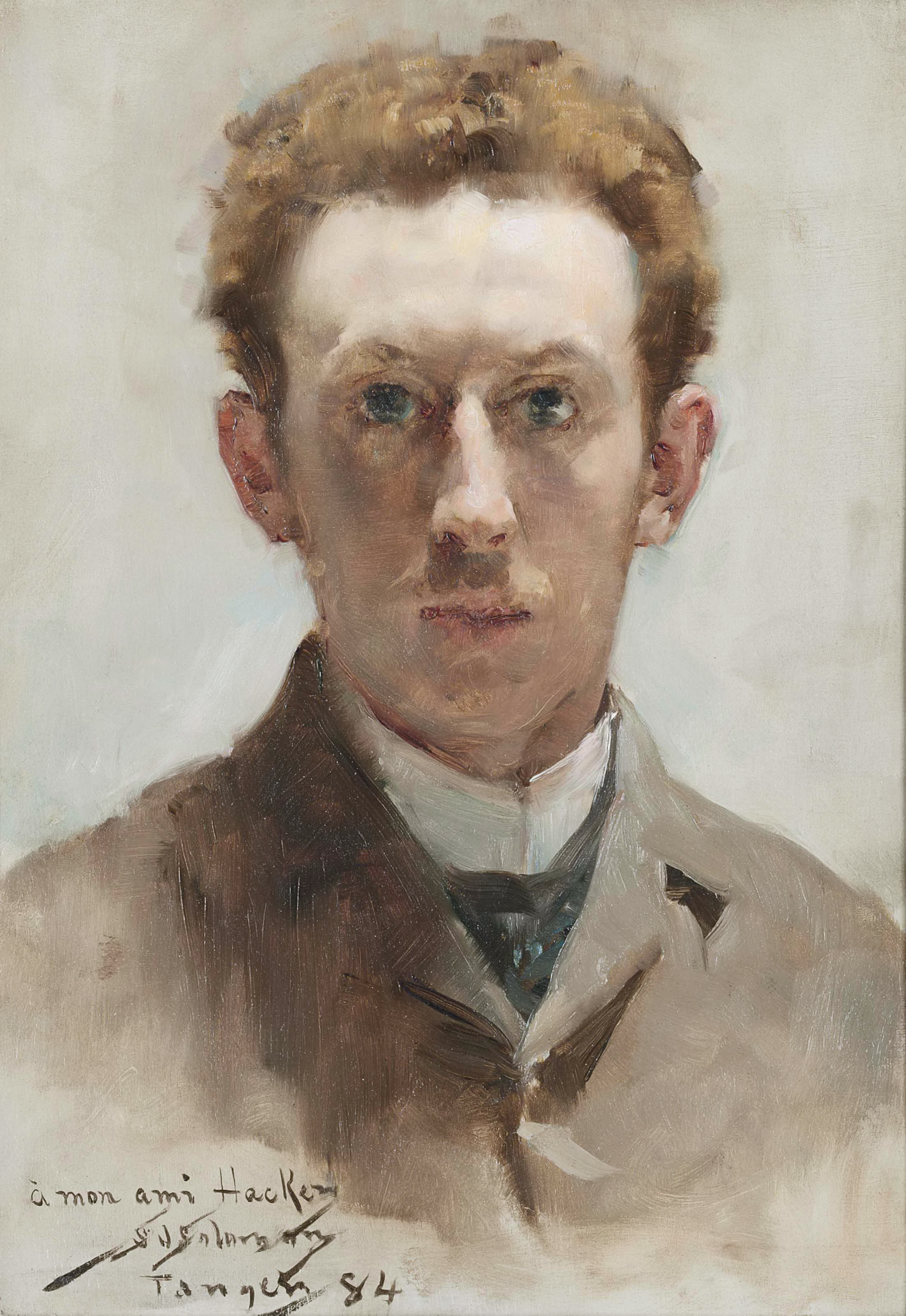
Arthur Hacker von Solomon Joseph Solomon, 1884

Arthur Hacker (* 25. September 1858 in St Pancras, London; † 12. November 1919 in Kensington, London) war ein englischer Maler der spätviktorianischen und edwardianischen Epoche. Er ist bekannt für seine religiösen, mythologischen und historischen Gemälde sowie für seine Porträts.

## Leben
Arthur Hacker wurde als Sohn des Kupferstechers Edward Hacker (1812–1905) geboren, der sich auf Tier- und Jagdszenen spezialisierte. Von 1876 bis 1880 studierte Hacker an der Royal Academy of Arts in London. Anschließend setzte er seine Ausbildung im Atelier des französischen Porträtmalers Léon Bonnat in Paris fort. Hacker unternahm ausgedehnte Reisen nach Spanien, Italien, Gibraltar und Nordafrika, vor allem nach Marokko. Diese Reisen hatten großen Einfluss auf seine künstlerische Entwicklung. 1894 wurde Hacker zum außerordentlichen Mitglied der Royal Academy ernannt und 1910 zum ordentlichen Mitglied gewählt. 1902 beauftragte er den jungen Architekten Maxwell Ayrton mit dem Entwurf des Landhauses Hall Ingle in Heath End, Checkendon, Oxfordshire, dessen Inneneinrichtung er selbst übernahm. 1907 heiratete Arthur Hacker die Malerin Lilian Price Edwards (1879–1948). Das Paar blieb kinderlos. Arthur Hacker starb am 12. November 1919 vor seinem Haus in London an Herzversagen. Er wurde auf dem Brookwood Cemetery beigesetzt.

## Werk

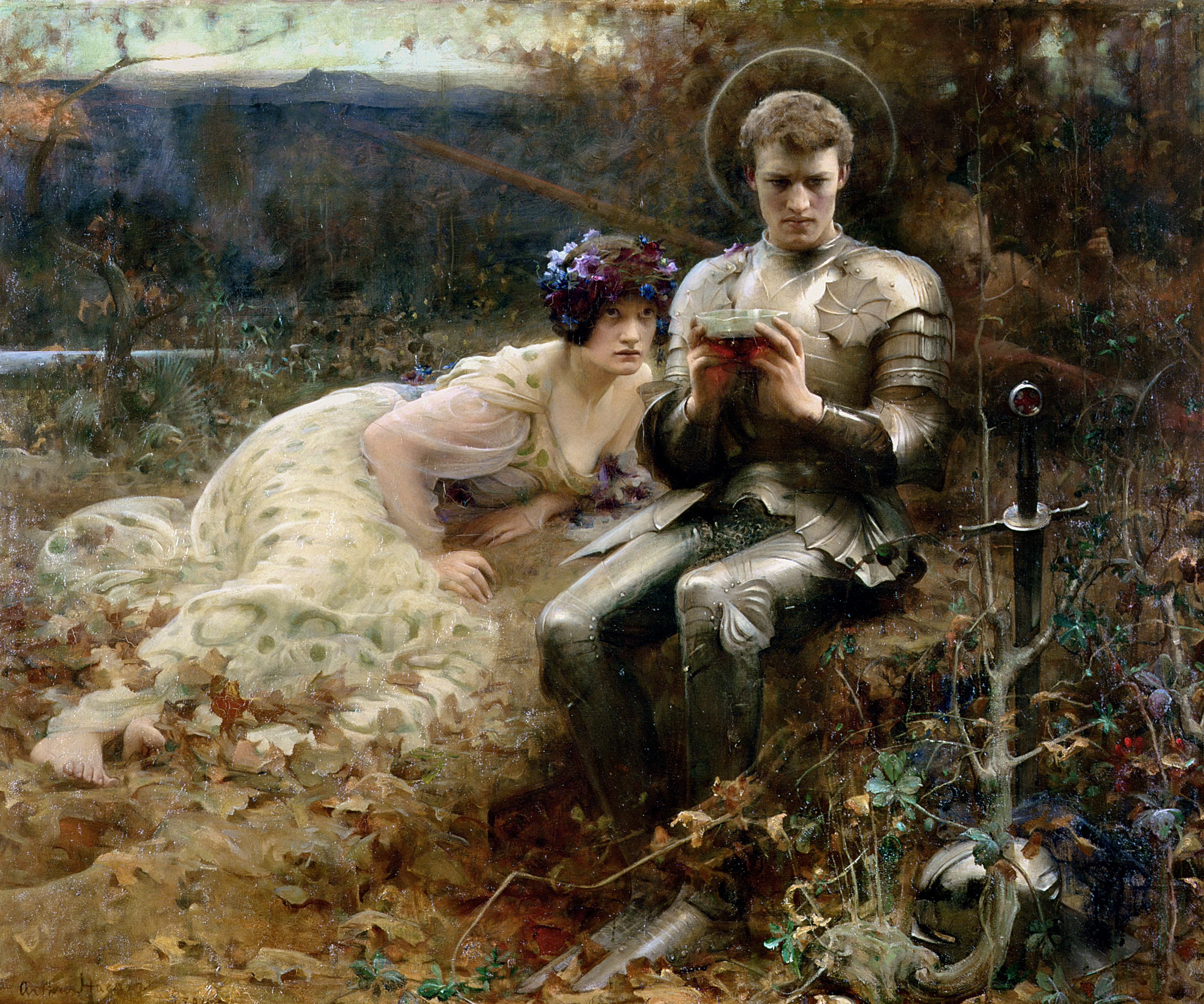
Arthur Hacker: Percival with the Grail Cup (Parzival mit dem Gralsbecher) 1894. Leeds Art Gallery

Arthur Hacker  war ein vielseitiger Künstler, der sich nicht auf ein bestimmtes Genre festlegte. Zu Beginn seiner Karriere malte er religiöse und mythologische Szenen, die von der französischen akademischen Malerei und dem Realismus beeinflusst waren. Später wandte er sich der Porträtmalerei zu und wurde ein gefragter Porträtist. Zu seinen bekanntesten Werken gehören:
- Das Gebet der Kinder (1888), Atkinson Art Gallery and Library, Southport

- Mariä Verkündigung (1892), Tate Britain, London
- Pelagia und Philammon (1887), Walker Art Gallery, Liverpool
- Die Versuchung des Parsifal (1894), Leeds City Art Gallery

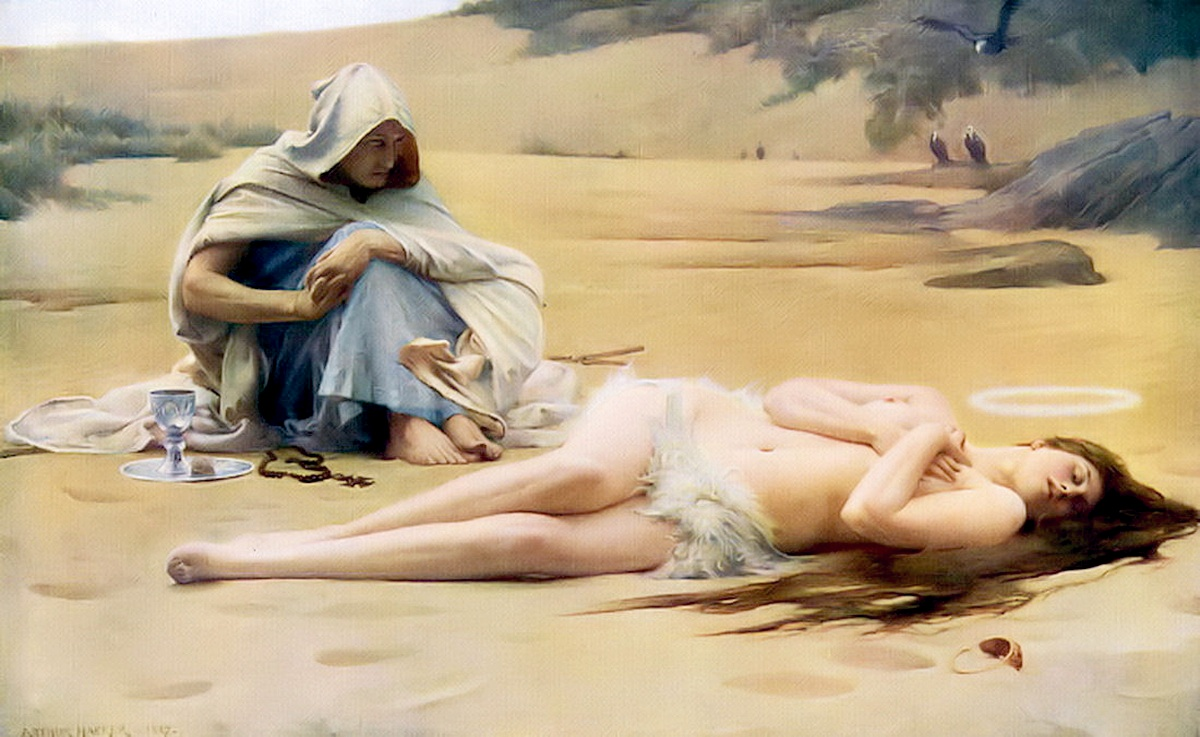
Arthur Hacker: Pelagia and Philammon, 1887. Walker Art Gallery, Liverpool – Darstellung aus den letzten Seiten des Romans Hypatia von Charles Kingsley aus dem Jahr 1853: Der Mönch und Abt Philammon findet seine Schwester Pelagia, die als Einsiedlerin in der Wüste lebt, an der Schwelle des Todes und spendet ihr die heiligen Sakramente.